# Ujazd Dolny
Ujazd Dolny (niem. Nieder Mois) – wieś w Polsce położona w województwie dolnośląskim, w powiecie średzkim, w gminie Udanin.

## Podział administracyjny
W latach 1975–1998 miejscowość administracyjnie należała do województwa legnickiego.

## Zabytki
Do wojewódzkiego rejestru zabytków wpisany jest:
- pałac, z drugiej połowy XIX w.

## Przypisy

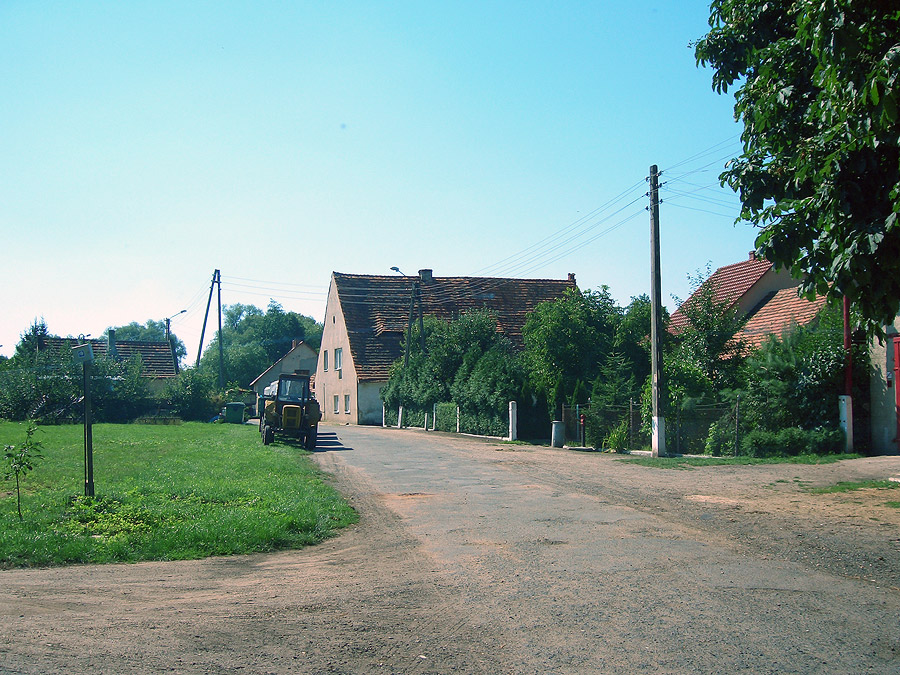
Fragment miejscowości